# Oliver Neuville
Oliver Neuville (Locarno, Svájc, 1973. május 1. –) német válogatott labdarúgó.

## Származása
Oliver Neuville Locarnóban, Svájc olasz nyelvű déli részén született. Édesapja egy aacheni származású német labdarúgó, édesanyja egy dél-olaszországi lány volt. A Neuville nevet belga nagyapjától örökölte. 18-dik születésnapja óta német állampolgársága mellett olasz állampolgár is. Neville Mönchengladbachban él, egy fia van.

## Pályafutása

### Klubkarrier
A svájci FC Gambarogno csapatában kezdett focizni 1979-ben. 1991-ben került a Locarno csapatához, majd 1992-ben a genfi Servette szerződtette, ezzel a csapattal Neuville 1994-ben svájci bajnoki címet nyert. 1996-ban Teneriffére szerződött, majd egy évvel később elfogadta a Hansa Rostock ajánlatát és Rostock-ba költözött. Neuville megkapaszkodott a német Bundesligában, 1999-ben a Bayer Leverkusen szerződtette, 2000-ben már ezüstérmes csapatával. A 2004/2005-ös szezon kezdete óta a Borussia Mönchengladbach labdarúgója. 2007 óta ennek a csapatnak a kapitánya volt , szerződése 2010. június 30-ig szól.

### Nemzeti válogatott
Neuville az olasz nyelvű Dél-Svájcban nőtt fel, így válogatottsága kezdeti időszakában tolmácsra volt szüksége, hogy német anyanyelvű csapattársait megértse. 1998. szeptember 2-án mutatkozott be a német válogatottban, csapata 2-1-re győzött Málta válogatottja ellen. Első világversenyére 2002-ben került sor, a Japánban és Koreában rendezett labdarúgó világbajnokságról ezüstérmesként térhetett haza. Szintén szerepelt a 2006-os németországi világbajnokságon küzdő német válogatottban is. A 2008-as labdarúgó Eb-n mindössze hét perc játéklehetőséget kapott Ausztria válogatottja ellen.

## Jelentősebb sikerei
- Svájci bajnok – 1994 (FC Servette)
- Német bajnoki ezüstérem - 2000, 2002 (Bayer Leverkusen)
- Német Kupa ezüstérem - 2002 (Bayer Leverkusen)
- Bajnokok Ligája ezüstérem - 2002 (Bayer Leverkusen)
- Világbajnoki ezüstérem - 2002
- Világbajnoki bronzérem - 2006
- Európa-bajnoki ezüstérem - 2008
- Az év gólja Németországban -2006
- Július hónap gólja Németországban-2006
- Bundesliga 2. osztály bajnoka-2008(Borussia Mönchengladbach)

## Külső hivatkozások
- Neuville személyes honlapja